# Adriano (direttore d'orchestra)
Adriano Baumann conosciuto solo come Adriano (Friburgo, 10 luglio 1944) è un compositore e direttore d'orchestra svizzero.
Nelle sue poliedriche attività (è stato anche autore e attore di teatro, regista cinematografico, artista grafico) si è sempre fatto chiamare, per sua esplicita scelta personale, esclusivamente con il nome proprio, Adriano, e con esso è noto negli ambienti musicali. 

## Biografia
Nato come Adriano Baumann da genitori italo-svizzeri, dopo una breve fase di studi, prima in architettura e poi musicali (al conservatorio di Zurigo), Adriano lavora per oltre vent'anni come specialista nel settore bancario e assicurativo. Tuttavia i suoi interessi principali si vanno col tempo focalizzando sempre di più nel settore musicale. Nei primi anni '60, dopo essere rimasto fortemente impressionato dall'ascolto della musica di Respighi trasmessa in un quiz radiofonico, comincia a dedicarsi con sempre maggiore interesse a tale repertorio (canta, con voce di baritono, alcune composizioni vocali di Respighi, di cui orchestra anche un ciclo di liriche). Negli anni '70 fonda una sua piccola etichetta discografica, la Adriano Records, con la quale incide, fra il 1977 e il 2002, quindici titoli (9 in vinile e 6 in CD), fra i quali spiccano quattro titoli di musiche di Ottorino Respighi. Entra così in contatto con Elsa Respighi, la vedova del celebre compositore, che gli consente di accedere ai manoscritti e alla corrispondenza del maestro bolognese. Nel 1979, in occasione del centenario della nascita di Respighi, riesce quindi a organizzare una grande esposizione-retrospettiva dedicata al maestro per il Festival di Lucerna.
Essendo di formazione prevalentemente artistica e figurativa, Adriano si avvicina alla musica con una costante attenzione alla commistione fra musica, immagine e arti figurative. Fra la fine degli anni '80 e l'inizio degli anni '90 propone all'etichetta discografica Naxos di produrre un'innovativa serie di video culturali (la collana A Musical Journey, ancora commercializzata in DVD dalla Naxos) che accostassero le immagini delle bellezze di certe località del mondo a brani famosi di musica classica in sottofondo.
La formazione musicale di Adriano è prevalentemente autodidatta. A partire dagli anni '60 studia in maniera informale composizione e direzione d'orchestra con Ernest Ansermet, Joseph Keilberth e Alberto Erede. In qualità di compositore Adriano compone, dalla metà degli anni '60 al 2012, alcune opere orchestrali, e diverse decine di musiche di scena (parzialmente andate distrutte o perdute) e musiche per la radio e il cinema.
Nel 1987 ha il suo primo incarico come direttore d'orchestra per l'etichetta Marco Polo (una sottoetichetta della Naxos), con la quale negli anni registra 30 CD, con orchestre come quella della radio nazionale cecoslovacca o l'orchestra sinfonica di Mosca. Con l'orchestra della radio nazionale cecoslovacca di Bratislava incide 22 CD. Con l'orchestra sinfonica di Mosca, in particolare, diviene direttore ospite in maniera regolare a partire dal 2005, incidendo con essa 20 CD con svariate etichette (Marco Polo, Naxos, Sterling, Guild, Inedita).
La discografia di Adriano comprende la direzione, oltre che di musica inedita di Respighi, di musiche per film di compositori quali Arthur Honegger, Georges Auric e Arthur Bliss. Si dedica anche alla rivalutazione di compositori poco conosciuti, prevalentemente svizzeri, come Fritz Brun, Émile Jaques-Dalcroze, Albert Rudolph Fäsy, Sylvio Lazzari, Mario Pilati, George Templeton Strong, Hermann Suter.
Negli anni '80 si dedica allo studio e al recupero di una serie di musiche italiane poco battute. Fra queste, nel 1988 realizza un prologo scenico al Il filosofo di campagna di Galuppi per lo Stuttgart Music Festival. In questa rappresentazione teatrale Adriano stesso appare come attore nel prologo teatrale da lui preparato.
Intorno alla metà degli anni '80 Adriano lavora come un insegnante e "language coach" di italiano e francese per il teatro. Dai primi anni '90 inizia a lavorare regolarmente come maestro suggeritore per il teatro dell'Opera di Zurigo, dove resterà fino al pensionamento, avvenuto nel 2009.